# Тофан, Ионуц
Ионуц Тофан (рум. Ionuț Răzvan Tofan, родился 8 марта 1977 в Бухаресте) — румынский регбист, игравший на позиции фланкера. Один из самых результативных регбистов в истории сборной Румынии.

## Игровая карьера
На клубном уровне известен по выступлениям за румынский «Стяуа» (чемпион Румынии 1999 года), а также играм в чемпионате Франции за «Расинг Метро 92» и «Лимож». В составе румынской сборной до 19 лет стал бронзовым призёром чемпионата мира 1996 года, в составе основной сборной отметился играми на Кубках мира 1999, 2003 и 2007 годов, а также победами на Кубке европейских наций (чемпионате Европы) 2000 и 2002 годов.
Дебют Тофана в румынской сборной состоялся 4 октября 1997 года в игре против Бельгии. За 10 лет в 60 играх он набрал 316 очков (12 попыток, 46 штрафных, 53 реализации и 4 дроп-гола). На чемпионате мира 2007 года матч против Шотландии Тофан даже доигрывал со сломанной рукой.